# Codice ATC H01
Il codice ATC H01 "ormoni ipofisari e ipotalamici e analoghi" è un sottogruppo del sistema di classificazione Anatomico Terapeutico e Chimico, un sistema di codici alfanumerici sviluppato dall'OMS per la classificazione dei farmaci e altri prodotti medici. Il sottogruppo H01 fa parte del gruppo anatomico H, farmaci per il sistema endocrino.
Codici per uso veterinario (codici ATCvet) possono essere creati ponendo la lettera Q di fronte al codice ATC umano: QH01... I codici ATCvet senza corrispondente codice ATC umano sono riportati nella lista seguente con la Q iniziale.
Numeri nazionali della classificazione ATC possono includere codici aggiuntivi non presenti in questa lista, che segue la versione OMS.

## H01A Ormoni del lobo pituitario anteriore e analoghi

### H01AA Ormoni adenocorticotropi
H01AA01 Corticotropina
H01AA02 Tetracosactide

### H01AB Tirotropina
H01AB01 Tirotropina alfa

### H01AC Somatropina e agonisti della somatropina
H01AC01 Somatropina
H01AC02 Somatrem
H01AC03 Mecasermina
H01AC04 Sermorelina
H01AC05 Mecasermina rinfabato
H01AC06 Tesamorelin

### H01AX Altri ormoni del lobo pituitario anteriore  e analoghi
H01AX01 Pegvisomant

## H01B Ormoni del lobo pituitario posteriore

### H01BA Vasopressinae analoghi
H01BA01 Vasopressina
H01BA02 Desmopressina
H01BA03 Lipressina
H01BA04 Terlipressina
H01BA05 Ornipressina
H01BA06 Argipressina

### H01BB Ossitocina e analoghi
H01BB01 Demoxitocina
H01BB02 Ossitocina
H01BB03 Carbetocina

## H01C Ormoni ipotalamici

### H01CA Ormoni di rilascio della gonadotropina
H01CA01 Gonadorelina
H01CA02 Nafarelin
QH01CA90 Buserelina
QH01CA91 Fertirelina
QH01CA92 Lecirelina
QH01CA93 Deslorelina
QH01CA94 Azagly-nafarelina
QH01CA95 Peforelina
QH01CA96 Ormone analogo di rilascio delle gonadotropine del salmone

### H01CB Somatostatina e analoghi
H01CB01 Somatostatina
H01CB02 Octreotide
H01CB03 Lanreotide
H01CB04 Vapreotide
H01CB05 Pasireotide

### H01CC Ormoni di rilascio anti gonadotropina
H01CC01 Ganirelix
H01CC02 Cetrorelix